# Academia Fútbol Club
La Academia Fútbol Club, también conocida como Academia Compensar, fue un club de fútbol colombiano, de la ciudad de Bogotá. Fue fundado en 2005 y jugaba en la Categoría Primera B.
El Equipo Mandarina, como era conocido popularmente, alcanzó el subcampeonato de la Temporada 2007 de la Primera B, siendo este su máximo logro en el fútbol profesional.

## Historia
Academia Fútbol Club surgió en un principio como una escuela de formación de jugadores entre 18 y 25 años por la caja de compensación familiar Compensar en 1999, bajo el nombre de Escuela de fútbol Compensar - Master Card pero ya llevaba dos años de historia siendo finalista de los torneos de fútbol juvenil de la capital bajo el nombre de Compensar Fútbol Club luego con el patrocinio de Master Card empieza a competir en el campeonato aficionado de la Primera C del fútbol colombiano.
Las directivas, al notar la gran afluencia de jóvenes y el éxito de las convocatorias, decidieron invertir, para adquirir ante la División Mayor del Fútbol Colombiano (Dimayor) la ficha de participación del Chía Fútbol Club para ingresar en el torneo de Primera B profesional., la ficha del equipo Chía Fútbol Club que duró de 2001 a 2004 antes perteneció al equipo Lanceros Boyacá durante 1993 a 2000. La misma institución, constituyéndose bajo la razón social de Academia Fútbol Club, participó desde el año 2005 en dicho torneo. En esa temporada, el equipo llegó a los cuadrangulares semifinales donde el primero de su grupo fue Cúcuta Deportivo que después ascendió a la Primera División, en la temporada 2006 en el apertura clasificó a los cuadrangular final donde quedó eliminado por La Equidad y en el finalización quedó eliminado del cuadrangular final al quedar cuarto detrás de centauros Villavicencio, Deportivo Rionegro y Valledupar F.C.

### Muy cerca del ascenso
El año 2007 significó la obtención de los dos subtítulos de la Primera B del fútbol colombiano, con jugadores como Francisco Serrano y Ricardo Laborde, entre otros. En el primer torneo obtuvo el subcampeonato al perder la final del torneo ante el Envigado F. C. de Antioquia. En el primer partido la Academia empató como local 1:1. Luego en el Polideportivo Sur de Envigado igualó 0:0. En los tiros desde el punto penal Envigado F.C ganó 7:6.
En el segundo torneo de 2007 dirigió al equipo Arturo Boyacá, siendo reemplazado a las pocas fechas por Eduardo Oliveros, que llevaría nuevamente al equipo a jugar la final tras superar a Patriotas Boyacá 3-1 en Tunja y al Valledupar F.C. por idéntico marcador en casa, en un partido atípico que acabó en altas horas de la noche ante una granizada que cayó en Bogotá y disturbios generados por el festival de Rock al Parque.
En esta ocasión Academia perdió ambos encuentros de la final por 2:1, contra Envigado F.C., primero con doblete de Giovanni Moreno y descuento de Carlos Sciucatti. En el partido de vuelta, jugado en el Estadio de Compensar, Ricardo Laborde puso en ventaja a Academia pero Ormedis Madera y Moreno le dieron el triunfo al equipo visitante. Los días 28 de noviembre y 1 de diciembre Academia Fútbol Club jugó partidos de serie de promoción ante el Deportivo Pereira, para definir el segundo ascendido a la Primera A en 2008. En el partido de ida, en Bogotá, Academia y Deportivo Pereira dividieron honores (1:1). En la vuelta, Deportivo Pereira con una actuación destacada de Óscar Restrepo, venció a Academia 3:1.

### Temporadas 2008 - 2011
En la temporada 2008 Academia no alcanzó a emular en parte lo hecho el año anterior. En el primer semestre quedó fuera de las semifinales y en el segundo torneo quedó eliminado a manos de Real Cartagena de la posibilidad de luchar por el ascenso. En la Copa Colombia 2008, el equipo fue cuarto del Grupo D.
En el año 2009, con Jorge Serna como técnico, el equipo cumplió una discretísima campaña, ubicándose apenas en el puesto 14 de la temporada. Eso fue debido a la no clasificación a ninguna de las semifinales del año. En la Copa Colombia 2009 el equipo repitió el cuarto lugar del grupo.
Para la temporada 2010, con un equipo bastante joven, Academia cumplió en el primer semestre la peor campaña de su historia con 14 puntos en 18 partidos, ubicándose en los últimos lugares en la tabla del certamen que se jugó todos contra todos a dos vueltas. A principio de año el técnico era Jorge Serna y luego de los malos resultados fue reemplazado por Bernardo Redín.
Como hecho destacado, el 31 de julio de 2010, en cumplimiento de la fecha 21 Fabián Cardona anotó para Academia, en la victoria 2-0 sobre Juventud Girardot, el gol más rápido en la historia de la Primera B, a los 13 segundos de juego. El equipo finalizó con nueve fechas de invicto en condición de local, que no bastaron porque se ubicó en la casilla 13 de la tabla general en el año, quedando fuera de los cuadrangulares semifinales.
En la temporada 2011 llegaron jugadores importantes como Edgar Ramos y Oscar Londoño, quienes jugaron en buena parte del año, permitiendo que los dirigidos por Bernardo Redín clasificaran a los cuartos de final en el primer semestre, luego de liderar varias fechas. Sin embargo, Patriotas Boyacá eliminó al equipo 'mandarina' que había ganado 1-0 en el estadio la Independencia de Tunja, pero que cayó en Compensar 2-0.
En el segundo semestre de 2011, el DT Redín es cesado luego de la primera fecha, dando paso a Jaime 'El Flaco' Rodríguez como nuevo estratega. En el segundo semestre, se destacaron los atacantes juveniles Omar Fernández Frasica (goleador con 11 tantos) y el debutante de 16 años Oswal Álvarez. Luego de clasificar en la última fecha a los cuartos de final, tomaron ventaja 2-0 sobre Universitario de Popayán, pero cayeron en la 'ciudad blanca' de Colombia en el partido de vuelta tras la definición con tiros desde el punto penal.

### Venta y cambio de sede
En el año 2012 se conoció que el equipo fue vendido y cambio de sede a Villavicencio en el departamento del Meta para la temporada 2013, debido al recorte presupuestal de la caja de compensación familiar Compensar, su principal patrocinador. La decisión de vender al equipo fue aprobada por la Asamblea General del club el 22 de marzo. Posteriormente, el 27 de marzo, en la Asamblea de Clubes de la División Mayor del Fútbol Colombiano fue aprobada la venta del equipo y su cambio de sede para mediados de la Temporada 2012, convirtiéndose en Llaneros Fútbol Club S.A.

## Uniforme
- Uniforme titular: Camiseta naranja, pantalón negro y medias blancas.
- Uniforme alternativo: Camiseta blanca, pantalón naranja y medias blancas.

## Estadio

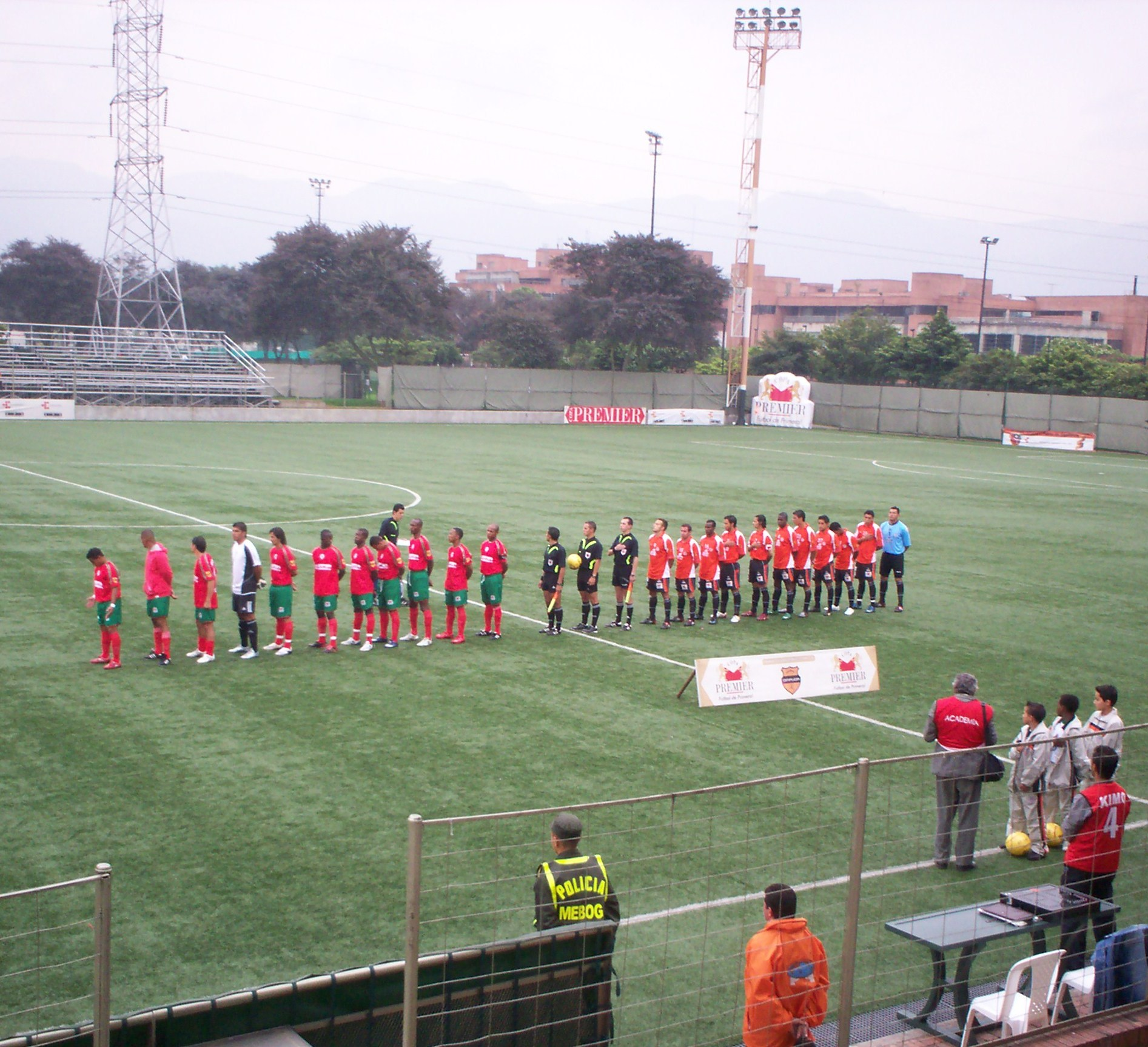
Partido entre Academia (naranja) y Cortuluá (rojo).

Sus partidos como local los realizaba en su propio estadio, ubicado en el Centro Urbano de Recreación (CUR) de la caja de compensación familiar Compensar, en la Avenida Carrera 68 con calle 53, frente al Parque Metropolitano Simón Bolívar en Bogotá. Su estadio fue el primero de cancha sintética en Colombia donde se jugó fútbol profesional.
Cuando Bogotá Fútbol Club y Academia Fútbol Club enfrentó al América de Cali en las temporadas de la Categoría Primera B de 2012, 2013, 2014, 2015 y 2016 jugó de local en el Estadio Nemesio Camacho El Campín los días lunes al comienzo de Semana y no entre Semana o fin de semana(sábado-domingo)ya que Win Sports trasmitía los partidos lo mismo que cuando enfrentaba al Barranquilla Fútbol Club y Uniautónoma F.C en el Estadio Metropolitano Roberto Melendez.

## Rivalidades
En la Copa Colombia del año 2008 a 2012 enfrentó a los equipos bogotanos tradicionales de la Categoría Primera A: Independiente Santa Fe, Club Deportivo La Equidad y Millonarios Fútbol Club
En el torneo de Ascenso su clásico era el equipo Bogotá Fútbol Club.

## Datos del club
- Temporadas en 1ª: 0
- Temporadas en 2ª : 8 (2005-2012-I)
- Mejor puesto:
  - En Primera B: 2° (2007)
  - En Copa Colombia: 4° (2008, 2009 y 2012, Grupo D)
- Peor puesto:
  - En Primera B: 14.º (2009)
  - En Copa Colombia: 5° (2010 y 2011, Grupo D)
- Mayor goleada conseguida:
  - En Primera B: 18 de octubre de 2008: Academia 6 - 0 Real Cartagena.[56][57]
  - En Primera B: 20 de marzo de 2010: Academia 5 - 0 Alianza Petrolera.[58][59][60]
  - En Copa Colombia: 22 de febrero de 2012: Academia 5 - 2 Millonarios.[61][62]
- Mayor goleada encajada:
  - En Primera B: 8 de mayo de 2010: Academia 1 - 5 Itagüí Ditaires.[63]
  - En Copa Colombia: 12 de agosto de 2009: Centauros Villavicencio 4 - 0 Academia.

## Entrenadores

### Listado de todos los tiempos
- Eduardo 'Abuelo' Cruz - 2005/2007
- Arturo Boyacá - 2007
- Eduardo Oliveros - 2007/2008
- Jorge 'Chamo' Serna - 2008 / 2010
- Grigori Méndez (E) - 2010
- Bernardo Redín - 2010/2011
- Jaime 'Flaco' Rodríguez - 2011/2012

## Última junta directiva
- Fundador y presidente honorario:
  -  Germán Collazos Quevedo
- Presidente:
  -  Andrés Collazos Vaccaro
- Vicepresidente:
  -  Álvaro Aldana
- Gerente Deportivo:
  -  Francisco Serrano
- Prensa y Comunicaciones:
  -  José Gabriel Celis B.

## Palmarés

### Torneos nacionales
- Subcampeón de la Categoría Primera B en 2007.
- Subcampeón de la Primera C en 2004.
- Campeón nacional prejuvenil en 2005 y 2006
- Subcampeón de la categoría Sub-13 en 2009.

### Torneos locales juveniles
- Copa Élite Ciudad de Bogotá (1): 2010[64]